# Comunidad (episodio de Fear Itself)
Comunidad (Community) es el séptimo episodio de la única temporada de la serie de televisión Fear Itself. Trata sobre una joven pareja que se muda a un vecindario "perfecto" y descubre un horrible secreto. Dirigido por Mary Harron y escrito por Kelly Kennemer.

## Elenco
- Brandon Routh: Bobby
- Shiri Appleby: Tracy
- John Billingsley: Phil
- Bonita Friedericy: Debra
- Barbara Tyson: Candace
- Charlie Hofheimer: Scott
- Brooklyn Sudano: Arlene
- Tom Carey
- Peter Strand Rumpel: Ron
- James D. Hopkin
- Meredith Bailey: Heather
- Alex Fatovich: Meryl
- Emily Talia: Sandra
- Jordan Schartner
- Janice Ryan
- Joel Duncan
- Tim Hamaguchi
- Ecko Goffic
- Graham Laschuk
- Amelia Rose Kohan

- Datos: Q5154607